# Helianthus laciniatus
Helianthus laciniatus — вид квіткових рослин з родини айстрових (Asteraceae).

## Біоморфологічна характеристика
Це багаторічник 50–120(200) см. Стебла прямовисні, зазвичай ворсисті до майже голих. Листки стеблові; протилежні чи чергуються; сидячі; листкові пластинки (зелені або сіруваті) ланцетні, 5–9 × 0.5–3.5 см, поверхні ± ворсисті та залозисто-крапчасті; краї цільні чи від нерівномірно зубчастих до часткових. Квіткових голів 1–9. Променеві квітки 14–20; пластинки 8–11 мм. Дискові квітки 40+; віночки 4.8–5.8 мм, частки червонуваті; пиляки пурпуруваті. Ципсели 2.7–3.5 мм, ± голі. 2n = 34. Цвітіння: літо — осінь.

## Умови зростання
Мексика (Чіуауа, Коауіла-де-Сарагоса, Дуранго, Нуево-Леон, Сан-Луїс-Потосі, Сакатекас, Агуаскальентес, Гуанахуато, Мічоакан-де-Окампо, Керетаро); США (пд.-зх. Нью-Мексико, пд. Техас). Населяє відкриті, сухі, лужні ґрунти; 1000–1200 метрів.